# The Philatelic Record

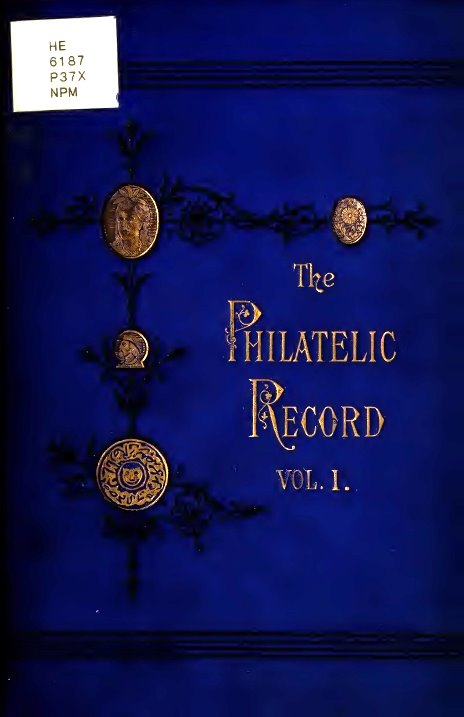
Переплетенное издание тома 1 журнала «The Philatelic Record»

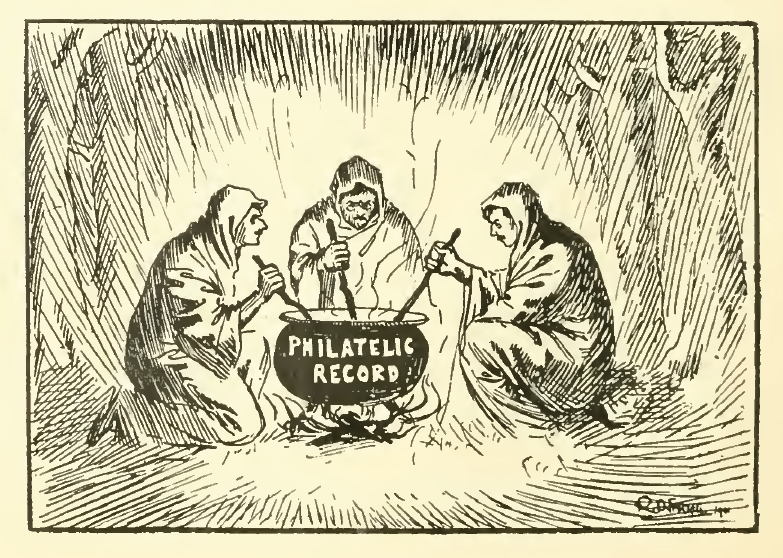
Сотрудники журнала «The Philatelic Record» в представлении одного из читателей, 1902 г.

The Philatelic Record — один из первых филателистических журналов, 36 томов которого выходили в Великобритании в период с февраля 1879 года по 1914 год. Первоначально он издавался лондонской компанией Pemberton, Wilson and Company, а затем компанией Buhl & Company, когда он был объединён с журналом «The Stamp News» и получил название «The Philatelic Record and Stamp News» под редакцией Эдварда Дж. Нанкивелла (Edward J. Nankivell). Журнал вернулся к своему первоначальному названию после приобретения компанией Sir Isaac Pitman and Sons.